# NGC 304
NGC 304 este o galaxie spirală situată în constelația Andromeda. A fost descoperită în 23 octombrie 1878 de către Édouard Stephan.